# Kajsa Borgnäs
Kajsa Borgnäs, född 26 augusti 1982, var ordförande för Socialdemokratiska studentförbundet mellan 2007 och 2010. 2010–2011 arbetade hon för Arbetarrörelsens tankesmedja.
Under hösten 2010 utsågs hon till ordförande i Socialdemokraternas kriskommission med temat Idédebatt.
Hon kommer ursprungligen från Tumba utanför Stockholm och har tidigare studerat nationalekonomi vid Uppsala universitet. Hon har även bott i Boston och Sankt Petersburg, men är sedan 2012 bosatt i Berlin i Tyskland. Hon doktorerade 2017 vid Potsdams universitet. Sedan 2017 leder hon Tankesmedjan "Stiftung Arbeit und Umwelt der IG BCE" vid det tyska fackförbundet IG BCE.
Borgnäs är dotter till TV-journalisten Lars Borgnäs. 